# 160e régiment d'infanterie (9e régiment d'infanterie rhénan)
Pour les articles homonymes, voir 160e régiment.

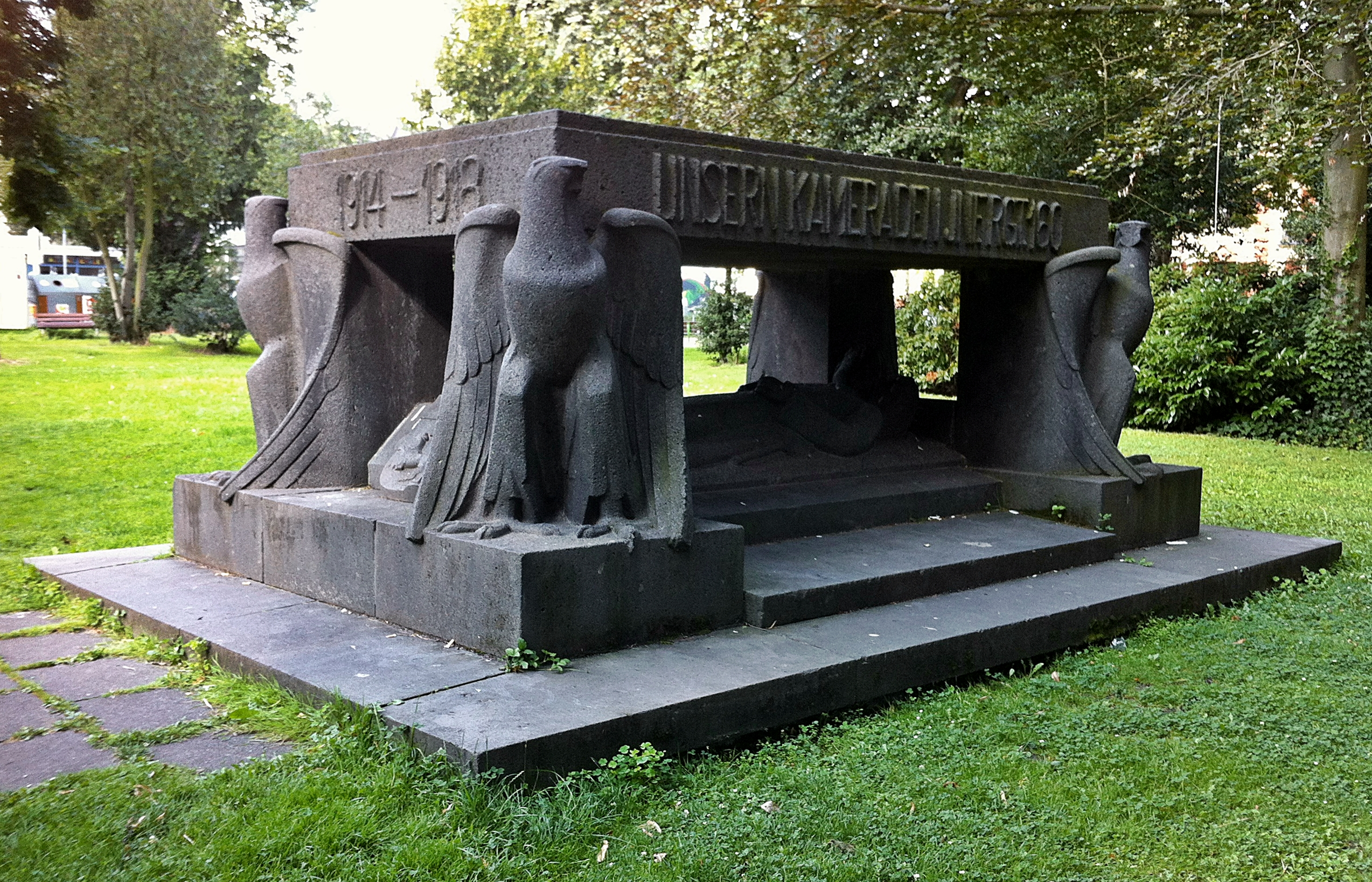
Mémorial à Bonn

Le 160e régiment d'infanterie (9e régiment d'infanterie rhénan) est une unité d'infanterie de l'armée prussienne.

## Histoire
Le régiment est formé dans le cadre de l'expansion de l'armée en 1897 le 31 mars 1897, en même temps que les régiments d'infanterie no 146 à 176. La garnison se trouve à Bonn dans la caserne d'Ermekeil (de), Diez et Euskirchen. L'unité est subordonnée à la 80e brigade d'infanterie.
Le 27 janvier 1902, Guillaume II donne l'ordre à l'armée d'élargir le nom des unités qui n'ont pas encore de nom de campagne, afin de mieux les distinguer et d'établir une tradition. Le régiment porte donc à partir de cette date le nom de 160e régiment d'infanterie (9e régiment d'infanterie rhénan).

### Première Guerre mondiale
Au début de la Première Guerre mondiale, l'unité se mobilise le 2 août 1914 et est par la suite principalement engagée sur le front occidental. Elle combat notamment dans les batailles de la Marne, de la Somme et des Flandres.
Le 2e bataillon du régiment, auquel August Macke appartient en tant qu'officier, a quitté la caserne d'Ermekeil le 8 août et a été transporté par train vers le Luxembourg. La progression se poursuit à partir d'Ettelbrück. Le 22 août, Graide doit être atteint via Daverdisse et Porcheresse. À Porcheresse, un combat surprenant a lieu avec des fantassins français, auquel des villageois ont également participé. Des tirs d'autodéfense ont également lieu sur les troupes allemandes. Des rapports contradictoires parlent de combat, d'opérations de nettoyage ou d'atrocités de guerre. Après deux jours, le village est resté dévasté avec 7 civils morts, 55 chevaux morts, du bétail brûlé, une église détruite et de nombreuses propriétés détruites. 75 familles ont perdu leur maison dans ce qui est perçu comme une catastrophe.

### Après-guerre
Après la fin de la guerre, le régiment retourne dans son pays d'origine où il est démobilisé à Lingen à partir du 18 décembre 1918 et finalement dissous en 1919. Le 16 janvier 1919, une compagnie de sécurité se constitue en formation libre à partir de certaines parties du régiment.
Dans la Reichswehr, la tradition est reprise par la 12e compagnie de mitrailleuses du 16e régiment d'infanterie, par décret du général de l'armée de l'infanterie Hans von Seeckt, le 24 août 1921.

## Commandants
| Grade          | Nom                           | Date                                 |
| -------------- | ----------------------------- | ------------------------------------ |
| Oberst         | Johannes Ferno                | 1er avril 1897 au 2 juillet 1899     |
| Oberst         | Franz von Gayl                | 3 juillet 1899 au 21 janvier 1903    |
| Oberst         | Adolph von Bodelschwingh (de) | 27 janvier 1903 au 13 avril 1907     |
| Oberst         | Gustav Adolf von Voss         | 14 avril 1907 - 19 février 1909      |
| Oberst         | Wilhelm von Henk              | 20 février 1909 - 19 avril 1910      |
| Oberst         | Friedrich von Trotha          | 20 avril 1910 au 17 avril 1913       |
| Oberst         | Paul von der Heyde (de)       | 18 avril 1913 au 11 novembre 1914    |
| Oberstleutnant | Gustav von Buddenbrock (de)   | 12 novembre 1914 au 9 octobre 1916   |
| Major          | Oeste                         | 10 octobre 1916 au 24 septembre 1918 |
| Major          | George von Dommes             | 25 septembre à décembre 1918         |
| Oberstleutnant | Alfred Bonsack                | Décembre 1918 au 9 janvier 1919      |